# Кенес (Байзакский район)
Кене́с (каз. Кеңес) — село в Байзакском районе Жамбылской области Казахстана, административный центр и единственный населённый пункт Коптерекского сельского округа. Код КАТО — 313642100.

## География
Село расположено в западной части Байзакского района, в 28 километрах к северу от районного центра села Сарыкемер и примерно в 30 километрах к северу от областного центра города Тараз. Ближайшая железнодорожная станция Бурул — расположена примерно в 31 километре к югу от села (по дороге — 40 км). Соседние населённые пункты: Мадимар в 8 километрах к юго-востоку. Транспортное сообщение осуществляется поавтодороге КН-7 с выходом на автодорогу A2 к югу. Высота центра населённого пункта — 469 метров над уровнем моря.

## Население
| Численность населения | Численность населения | Численность населения |
| 1989                  | 1999                  | 2009                  |
| --------------------- | --------------------- | --------------------- |
| 2414                  | ↘2213                 | ↗2276                 |